# Chordofoon

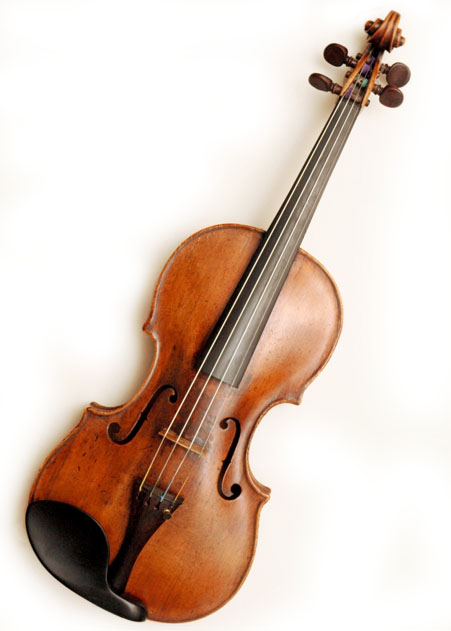
Bij de viool maakt de resonator integraal deel uit van het instrument

De chordofonen zijn de derde groep muziekinstrumenten in de Hornbostel-Sachs indeling waarbij de geluidsproductie het gevolg is van trillende snaren. Onder de chordofonen vallen de gebruikelijke snaarinstrumenten als viool en gitaar maar ook de toetsinstrumenten piano en klavecimbel.
Hornbostel-Sachs verdeelt de chordofonen in twee hoofdgroepen op basis van de constructie van de resonator:
- (31) citers - instrumenten waarbij de resonator verwijderd kan worden zonder het instrument onspeelbaar te maken.
  - (311) staafciters (stokciter)
  - (312) buisciters
  - (313) vlotciter[1]
  - (314) plankciters (piano)
  - (315) trogciters
  - (316) frameciters
- (32) samengestelde chordofonen - instrumenten waarbij de resonator integraal deel uitmaakt van het instrument
  - (321) luiten (viool, gitaar, verreweg de meeste snaarinstrumenten), contrabas, basgitaar

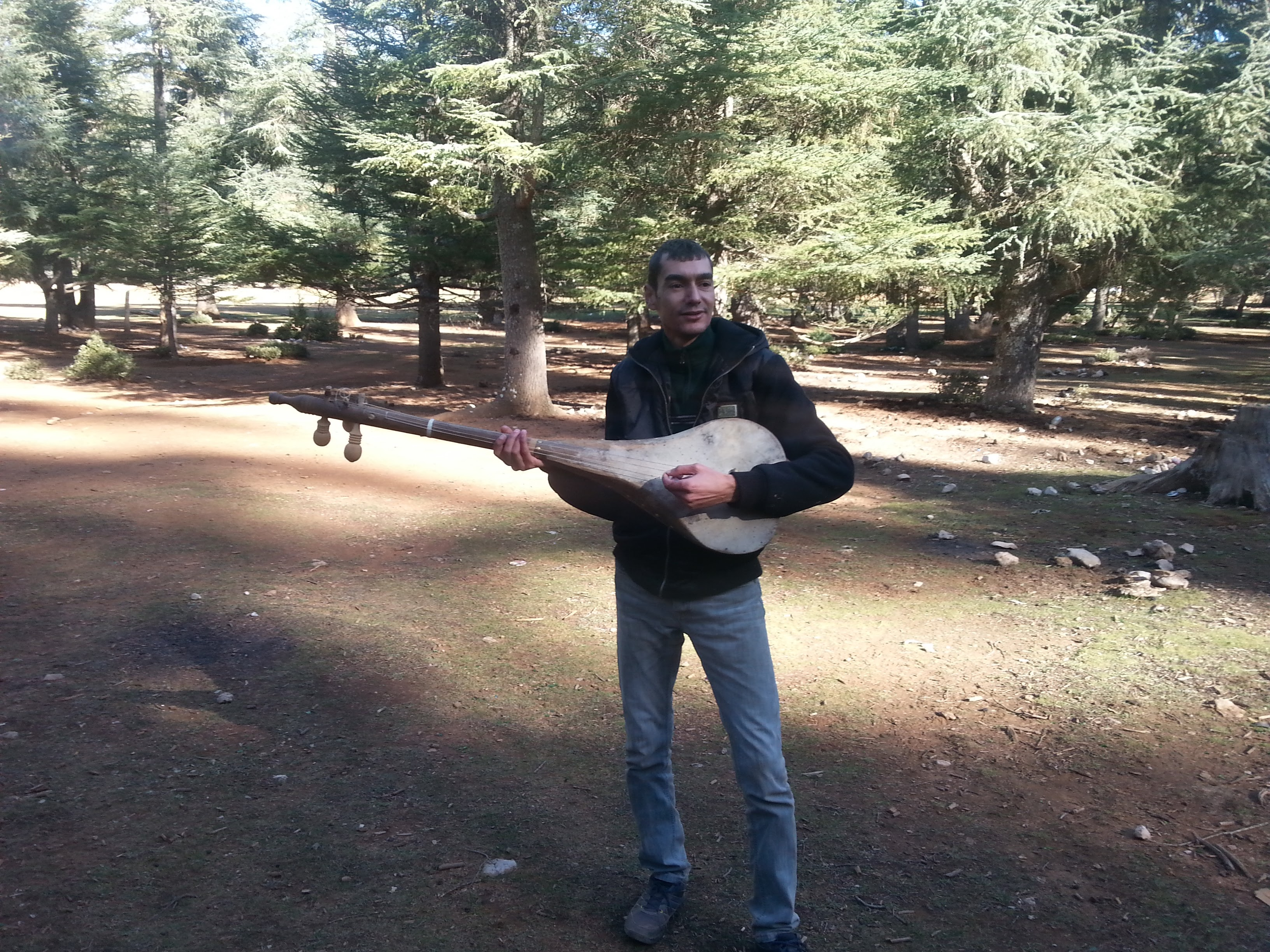
Atlas - Marokko

  - (322) harpen (Harp)
  - (323) harpluiten (kora)